# Фази складчастості
Фази складчастості (рос. фазы складчатости, англ. folding phases, orogenic phases; нім. Faltungsphasen, orogenetische Phasen f pl) – порівняно короткочасні явища прискорення тектонічних рухів (особливо складкоутворення), які зафіксовані в товщах порід кутовою незгідністю завдяки поєднанню піднять з розмивом. У межах окремих складчастих споруд спостерігається загальна тенденція синхронності прояву основних епох тектонічних деформацій (не тільки складчастих). Син. – фази тектоногенезу. 